# Hiyō-Klasse
Die Hiyō-Klasse (japanisch 飛鷹型航空母艦 Hiyō-gata kōkūbokan) war eine Klasse von zwei Leichten Flugzeugträgern der Kaiserlich Japanischen Marine, die im Zweiten Weltkrieg zum Einsatz kamen.

## Geschichte
Die beiden Schiffe der späteren Hiyō-Klasse wurden ursprünglich als schnelle Passagierschiffe von der japanischen Reederei Nippon Yūsen K.K. Ende 1938 in Auftrag gegeben. Das japanische Marineministerium subventionierte den Bau dieser beiden Schiffe mit 60 %. Dies erfolgte im Rahmen eines Schattenprogramms der japanischen Marine. In diesem Programm wurden eine Reihe von zivilen Handelsschiffen und Hilfsschiffen der Kaiserlich Japanischen Marine so konzipiert, dass sie im Kriegsfall relativ schnell zu Flugzeugträgern umgebaut werden konnten, womit vertragliche Beschränkungen und das Problem der unzureichenden industriellen Kapazitäten des japanischen Kaiserreichs umgangen werden konnten.
Beide Schiffe wurden im Laufe des Jahres 1939 in Nagasaki (Mitsubishi) und Kōbe (Kawasaki) auf Kiel gelegt, aber noch vor ihrem Stapellauf am 10. Februar 1941 durch die japanische Marine erworben und nach Fertigstellung im Mai bzw. Juli 1942 in Dienst gestellt.

## Liste der Schiffe
| Name als Passagierschiff | Name als Flugzeugträger | Bauwerft             | Kiellegung        | Stapellauf    | Indienststellung | Verbleib                                                         |
| ------------------------ | ----------------------- | -------------------- | ----------------- | ------------- | ---------------- | ---------------------------------------------------------------- |
| Kashiwara Maru (橿原丸)  | Jun’yō (隼鷹)           | Mitsubishi, Nagasaki | 20. März 1939     | 26. Juni 1941 | 3. Mai 1942      | außer Dienst gestellt und ab dem 1. März 1947 abgebrochen.       |
| Izumo Maru (出雲丸)      | Hiyō (飛鷹)             | Kawasaki, Kōbe       | 30. November 1939 | 24. Juni 1941 | 31. Juli 1942    | versenkt am 20. Juni 1944 bei der Schlacht in der Philippinensee |

## Technische Beschreibung

### Rumpf
Der Rumpf eines Trägers der Hiyō-Klasse, unterteilt in wasserdichte Abteilungen, war über alles 215,3 Meter lang, 26,7 Meter breit und hatte bei einer Einsatzverdrängung von 27.381 Tonnen einen Tiefgang von 8,15 Metern.

#### Flugdeck
Das ungepanzerte hölzerne Flugdeck und die darunter liegenden zwei Hangardecks waren nicht Teil des Schiffskörpers, sondern als Aufbauten ausgeführt. Das Flugdeck hatte die ungefähre Form eines Rechtecks mit den Abmessungen 210,3 m × 27,3 m, die nicht bis zum Bug reichte. Zum Bewegen von Flugzeugen zwischen den Hangars und dem Flugdeck verfügte der Träger über zwei Aufzüge.

### Antrieb
Der Antrieb erfolgte durch sechs ölbefeuerte Dampferzeuger – Kampon-Kessel des Yarrow-Typs – und zwei Getriebeturbinensätze, mit denen eine Gesamtleistung von 56.250 PS (41.372 kW) erreicht wurde. Die Leistung wurde an zwei Wellen mit je einer Schraube abgegeben. Die Höchstgeschwindigkeit betrug 25,5 Knoten (47 km/h).

### Bewaffnung

#### Schwere Flugabwehr
Die schwere Flugabwehrbewaffnung bestand aus zwölf 12,7-cm-Geschützen des Typs 89 in sechs Doppellafetten. Die Geschütze erreichten eine Kadenz von rund 8 Schuss pro Minute und die maximale Reichweite betrug etwa 9,4 Kilometer bei 75° Rohrerhöhung. Die 24,5 Tonnen schwere Doppellafette war um 360° drehbar und hatte einen Höhenrichtbereich von −7° bis +75°.

#### Leichte Flugabwehr
Die leichte Flugabwehrbewaffnung bestand bei Indienststellung aus 24 2,5-cm-Maschinenkanonen des Typs 96 in acht Drillingslafetten. Bedingt durch die starken alliierten Luftstreitkräfte, kam es zu einer Verstärkung der 2,5-cm-Geschütze, die bei Kriegsende aus 91 Maschinenkanonen bestand (19 Drillings-, 2 Zwillings- und 30 Einzellafetten). Die 2,5-cm-Maschinenkanonen verschossen im Einsatz rund 110 bis 120 Schuss pro Minute, die effektive Reichweite lag bei etwa 3 Kilometern bei 85° Rohrerhöhung. Die 1,8 Tonnen schweren Drillingslafetten bzw. 785 Kilogramm schweren Einzellafetten waren um 360° drehbar und hatten einen Höhenrichtbereich von −10° bis +85°.

### Sensoren

#### Radar

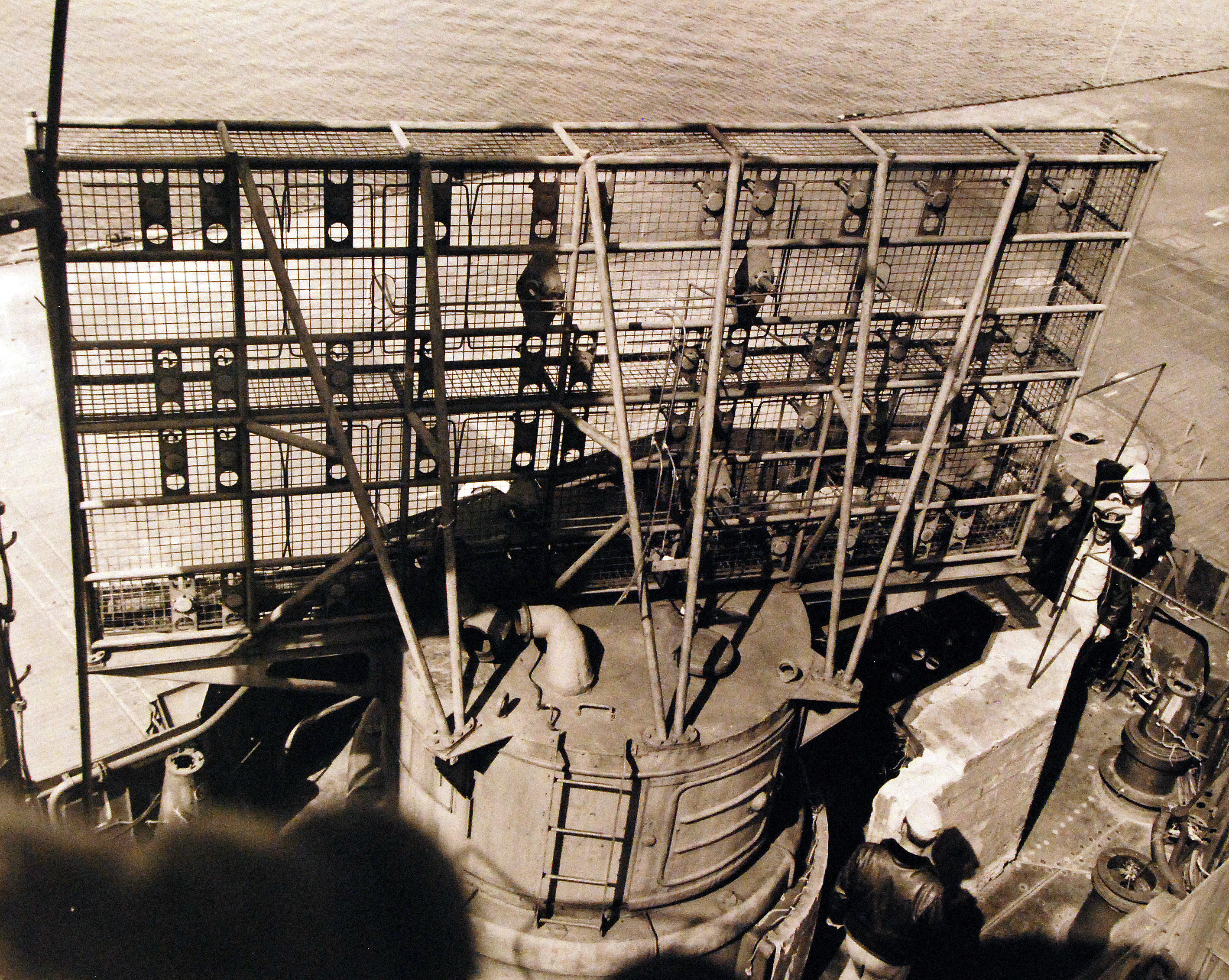
Typ 21-Radarantenne auf der Insel

Zur Erfassung von Luft- und Seezielen wurde ab Mitte 1942 bei beiden Einheiten eine rechteckige Matrazenantenne auf der Insel eingerüstet, die zu einem Funkmessgerät des Typs 21 gehörte. Dieses wurde 1943 durch ein weiteres Gerät dieses Typs auf Höhe des achteren Aufzug auf der Backbordseite ergänzt. Dieses Radargerät konnte eine Gruppe von Flugzeugen in bis zu 100 Kilometer, ein einzelnes Flugzeug in bis zu 70 Kilometer und ein großes Seefahrzeug in bis zu 20 Kilometer Entfernung orten. Es arbeitete mit einer Wellenlänge von 150 cm und hatte eine Sendeleistung von 5 kW.
Ab 1944 wurde zur Luftraumüberwachung ein Gerät des Typs 13 eingerüstet, das über eine lange Leiterantenne verfügte, die im Mast am hinteren Ende der Insel montiert war. Dieses Radargerät konnte eine Gruppe von Flugzeugen in bis zu 100 Kilometer und ein einzelnes Flugzeug in bis zu 50 Kilometer orten. Es arbeitete mit einer Wellenlänge von 100 cm und hatte eine Sendeleistung von 10 kW.

### Luftgruppe
Die Luftgruppe des Trägers bestand aus 48 Flugzeugen und fünf weiteren als Reserve.

## Besatzung
Die Besatzung hatte eine Stärke von bis zu 1.224 Offizieren, Unteroffizieren und Mannschaften. Üblicherweise befehligte ein Stabsoffizier im Rang eines Kaigun-taisa (Kapitän zur See) die Schiffe.